# Кубок Македонії з футболу 2005—2006
Кубок Македонії з футболу 2005–2006 — 14-й розіграш кубкового футбольного турніру в Македонії. Титул вперше здобув Македонія Гьорче Петров.

## Календар
| Раунд       | Дата                      | Матчі | Клуби   |
| ----------- | ------------------------- | ----- | ------- |
| 1/16 фіналу | 31 липня 2005             | 16    | 32 → 16 |
| 1/8 фіналу  | 14 вересня/19 жовтня 2005 | 16    | 16 → 8  |
| 1/4 фіналу  | 2/30 листопада 2005       | 8     | 8 → 4   |
| 1/2 фіналу  | 5 квітня/10 травня 2006   | 4     | 4 → 2   |
| Фінал       | 24 травня 2006            | 1     | 2 → 1   |

## 1/16 фіналу
| Команда 1               | Рахунок      | Команда 2               |
| ----------------------- | ------------ | ----------------------- |
| 31 липня 2005           |              |                         |
| Арсімі (3)              | 1:9          | Беласиця (Струмиця)     |
| Тіверія (3)             | 0:5          | Ренова                  |
| Борец (Велес) (3)       | 0:3          | Напредок (2)            |
| Охрид (3)               | 0:3          | Македонія Гьорче Петров |
| Новаці (2)              | 0:1          | Сілекс                  |
| Тетекс (2)              | 3:1          | Турново (2)             |
| Караорман (2)           | 2:2 пен. 5:4 | Работнічкі              |
| Локомотива (Скоп'є) (3) | 1:0          | Слога Югомагнат (2)     |
| Мілано (Куманово) (3)   | 4:5          | Башкімі                 |
| Осогово (3)             | 2:6          | Влазрімі                |
| Скоп'є (2)              | 0:1          | Вардар (Скоп'є)         |
| Кадіно (3)              | 0:13         | Брегальниця (Штип)      |
| 11 Октомврі (3)         | 0:3          | Цементарниця 55         |
| Пелістер (2)            | 0:2          | Шкендія                 |
| Младост (Сушиця) (2)    | 0:2          | Побєда                  |
| Кожуф (3)               | 6:1          | Маджарі Солідарност (2) |

## 1/8 фіналу
| Команда 1                 | Заг. | Команда 2               | 1-й матч | 2-й матч |
| ------------------------- | ---- | ----------------------- | -------- | -------- |
| 14 вересня/19 жовтня 2005 |      |                         |          |          |
| Брегальниця (Штип)        | 4:3  | Башкімі                 | 2:1      | 2:2      |
| Вардар (Скоп'є)           | 5:0  | Кожуф (3)               | 3:0      | 2:0      |
| Побєда                    | 5:2  | Влазрімі                | 3:0      | 2:2      |
| Беласиця (Струмиця)       | 1:5  | Сілекс                  | 1:2      | 0:3      |
| Македонія Гьорче Петров   | 4:2  | Напредок (2)            | 2:0      | 2:2      |
| Шкендія                   | 5:1  | Ренова                  | 4:0      | 1:1      |
| Цементарниця 55           | 4:2  | Караорман (2)           | 3:2      | 1:0      |
| Тетекс (2)                | 4:3  | Локомотива (Скоп'є) (3) | 3:1      | 1:2      |

## 1/4 фіналу
| Команда 1               | Заг. | Команда 2          | 1-й матч | 2-й матч |
| ----------------------- | ---- | ------------------ | -------- | -------- |
| 2/30 листопада 2005     |      |                    |          |          |
| Вардар (Скоп'є)         | 1:3  | Брегальниця (Штип) | 1:3      | 0:0      |
| Македонія Гьорче Петров | 2:0  | Цементарниця 55    | 1:0      | 1:0      |
| Шкендія                 | 4:2  | Побєда             | 2:0      | 2:2      |
| Сілекс                  | 6:2  | Тетекс (2)         | 3:0      | 3:2      |

## 1/2 фіналу
| Команда 1               | Заг. | Команда 2          | 1-й матч | 2-й матч |
| ----------------------- | ---- | ------------------ | -------- | -------- |
| 5 квітня/10 травня 2006 |      |                    |          |          |
| Македонія Гьорче Петров | 3:2  | Сілекс             | 1:1      | 2:1      |
| Шкендія                 | 2:1  | Брегальниця (Штип) | 1:1      | 1:0      |

## Фінал
| 24 травня 2006 |

| Македонія Гьорче Петров                        | 3:2 | Шкендія                  |
| ---------------------------------------------- | --- | ------------------------ |
| Стефанов 68' (аг) Белчев 85' Івановський 90+2' |     | Положані 59' Мустафі 78' |

| Градський стадіон, Скоп'є Глядачів: 14 000 Арбітр: Любомир Крстевський |